# Pierres de Lecq

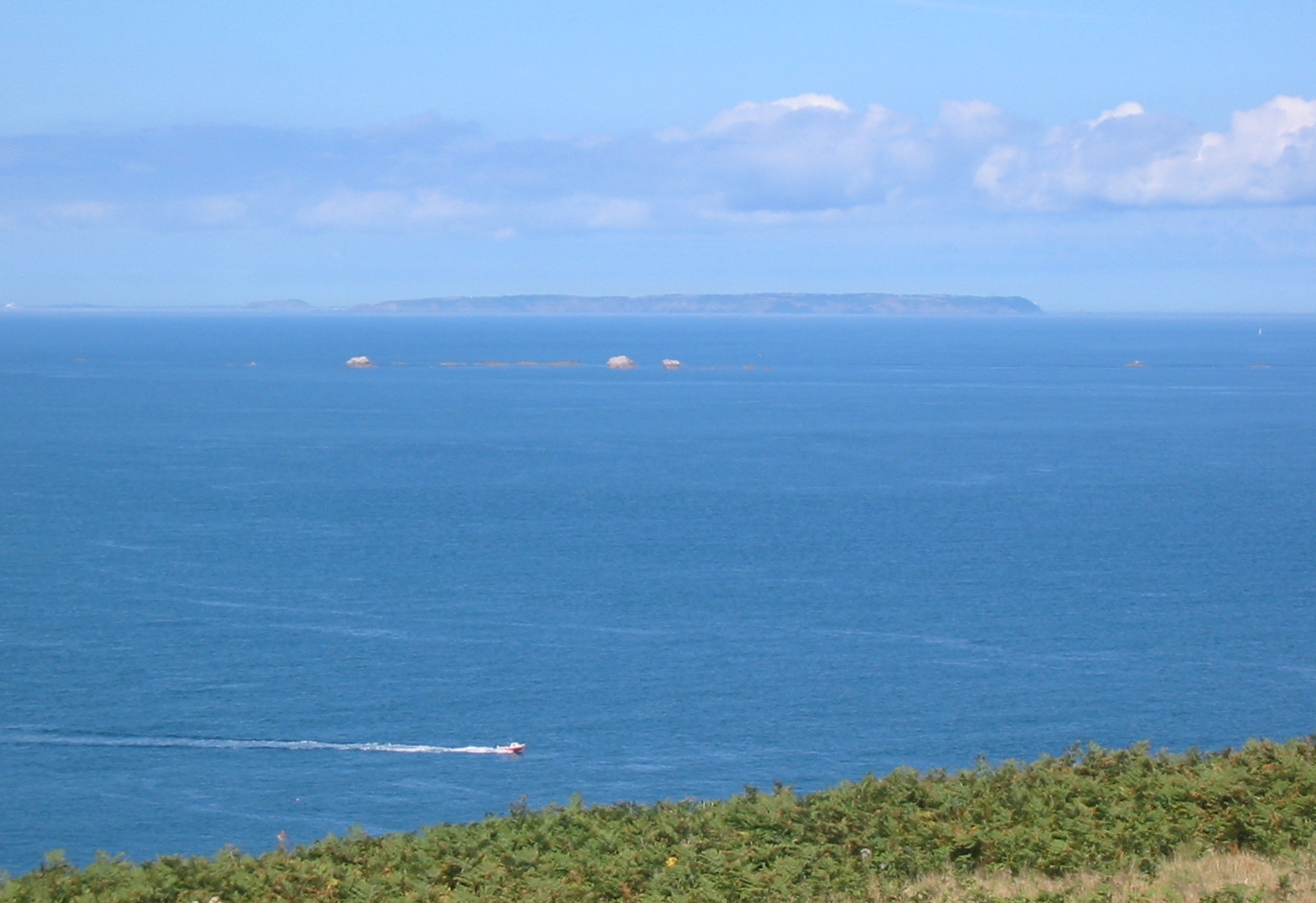
As Pierres de Lecq (ou Paternosters) na maré alta vistas de Jersey, com Sark ao fundo. As três rochas visíveis são La Vouêtaîthe, La Grôsse e L'Êtaîthe

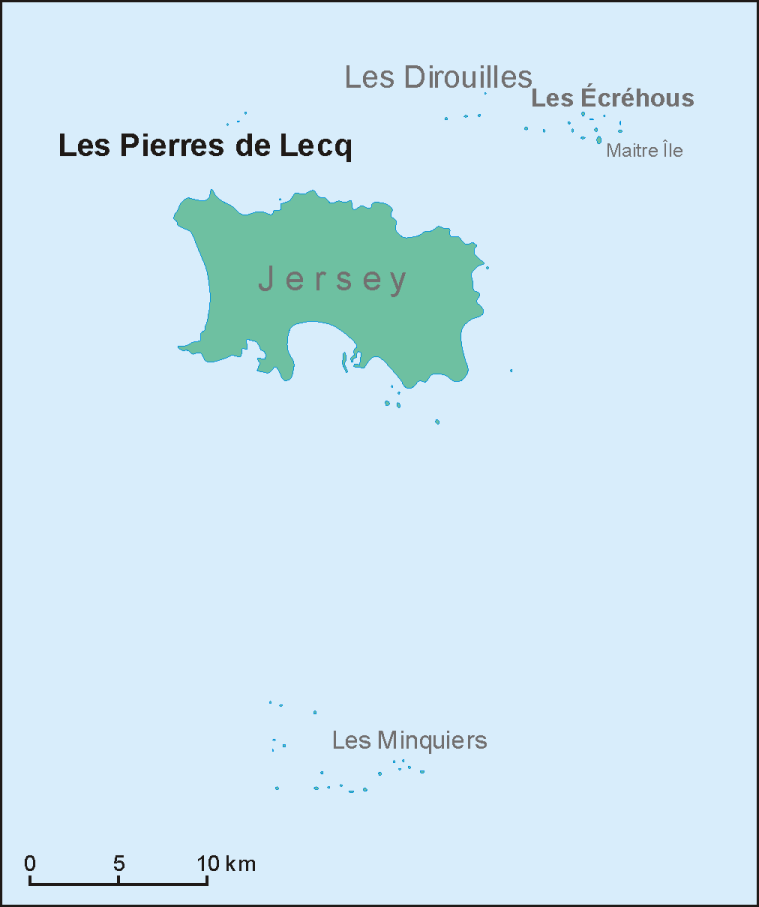
Mapa de localização de Les Pierres de Lecq

Les Pierres de Lecq (Jèrriais: Les Pièrres dé Lé) ou Paternosters são um grupo de rochas inabitáveis num arrecife no Bailiado de Jersey entre Jersey e Sark, 6 km ao norte de Grève de Lecq em Saint Mary, Jersey e 22,4 km a oeste da Península de Cotentin na Normandia.
Somente três das rochas são visíveis durante a maré alta: L'Êtaîthe ("a do leste"), La Grôsse ("a grande") and La Vouêtaîthe ("a do oeste"). A região possui uma das maiores amplitudes de maré no mundo, chegando eventualmente a 12 metros.
O nome Paternosters está ligado a uma lenda relacionada à colonização de Sark no século XVI. De acordo com a lenda, uma embarcação com mulheres e crianças atingiu o arrecife e seus gritos e choros ainda podem ser ouvidos de tempos em tempos no vento. Os marinheiros supersticiosos ainda dizem o Pai Nosso ao passar pelas rochas, daí o nome Paternosters.
As rochas são um sítio Ramsar, que cataloga unidades de conservação em áreas úmidas, e sustentam uma grande variedade de cetáceos, inclusive  golfinhos. É considerado uma forma de fronteira biogeográfica. O conjunto foi designado com o número de referência 1457 em 2 de fevereiro de 2005.

## Nomes das rochas
Todos os nomes são em Jèrriais
- L'Êtchièrviéthe
- La Rocque du Nord
- L'Êtaîse ou L'Êtaîthe
- Lé Bel
- Lé Longis
- La P'tite Mathe
- La Grôsse  (Rocha Grande)
- La Grand' Mathe
- La Greune dé Lé, ou La Bonnette
- La Greune du Seur-Vouêt
- L'Orange
- La Vouêtaîse, La Vouêtaîthe, ou La Vouêt'rêsse
- La Cappe
- La Douoche
- Lé Byi
- La Rocque Mollet
- L'Êtché au Nord-Vouêt
- La Galette
- La Briarde
- La Sprague
- La Niêthole Jean Jean ou Lé Gouoillot